# Tulagi
Tulagi is een klein eiland van 5,5 bij 1 km in de groep van de Salomonseilanden, iets ten noorden van Guadalcanal, in het oosten van de Salomonzee. De gelijknamige hoofdstad (1750 inwoners) is tegenwoordig de hoofdstad van Central.
Tegenwoordig heeft Tulagi een visvloot. Niet ver van het eiland liggen de wrakken van de USS Aaron Ward, de USS Kanawha en de HMNZS Moa. Er zijn ook veel mogelijkheden tot het beoefenen van duiksport. Op basis hiervan wordt er een toerisme-industrie ontwikkeld, hoewel deze te lijden heeft onder de burgerlijke oproer.

## Tweede Wereldoorlog
De Japanse 'B' -invasievloot bij Tulagi werd op 4 mei 1942 door de Amerikanen totaal vernietigd door de vliegtuigen van de USS Yorktown (CV-5) en USS Lexington (CV-2).
Het begon toen op 31 maart 1942 een eskader Japanse jagers over Port Moresby vloog. Dat was zo ongewoon dat generaal Douglas MacArthur een eskader Douglas SBD Dauntless bommenwerpers op verkenning stuurde. Eerst zagen ze niets en toen ze terugkeren kwamen ze ter hoogte van het Boyne eiland en ontdekten een reusachtige Japanse invasievloot die naar de engte van Jomard opstoomde, een tweede Japanse invasievloot zette koers naar de Nieuwe Hebriden. Een verkennersvliegtuig van de USS Lexington had dit ook toevallig ontdekt.
De beide vloten werden bovendien geëscorteerd door een enorm eskader, bestaande uit de modernste Japanse oorlogsschepen.
De krijgsverrichtingen van de Japanners verliepen als volgt: vóór 4 mei 1942, verzamelde de Japanse vloot zich bij de Trukeilanden. De schepen van het eskader stevenden naar de verzamelplaats en de oorlogsschepen deden hetzelfde.
De positie van de vijand 's morgens op 4 mei: een landingsvloot werd bijeengebracht bij het eiland Boyne, een tweede landingsvloot bij Tulagi.
Het eiland Tulagi werd op 3 mei bezet door Japanse troepen waar ze een basis voor watervliegtuigen vestigden.
Een oorlogsvloot waarbij het vliegkampschip, de "Shoho", aanwezig was, 5 kruisers, 12 torpedobootjagers, lagen ten noorden van Boyne eiland om vloot 'A' bescherming te bieden, tegen aanvallen uit Nieuw-Guinea.
Een tweede eskader van 3 slagschepen, 2 vliegdekschepen waaronder de "Shokaku" en "Zuikaku", 7 kruisers, 20 torpedojagers lagen ten noorden van de Salomonseilanden om vloot 'B' te beschermen tegen aanvallen vanuit het oosten.
De Amerikaanse vloot van vice-admiraal Frank Jack Fletcher met de USS Yorktown en de USS Lexington onder leiding van admiraal Aubrey Wray Fitch stevenden naar Guadalcanal, om de 'B' -vloot te kunnen aanvallen en mogelijk te vernietigen.
Admiraal Fitch en zijn collega Fletcher waren van mening dat ze deze vloot onmiddellijk en bij verrassing moesten aanvallen, vooraleer zij ontdekt werden door Japanse verkenningsvliegtuigen.
Om 04.00 uur 's morgens stegen de Grumman TBF Avengers en Grumman F4F Wildcats op vanaf de vliegdekken van de USS Yorktown en USS Lexington, en koersten naar het eiland Guadalcanal. Voor het eiland kwamen ze samen en scheerden ze laag over het water, om niet ontdekt te worden en daarna rakelings over de boomtoppen van het eiland.
Op hetzelfde ogenblik dat het eskader de zee-engte overvloog, die tussen Guadalcanal en Tulagi scheidt, moesten ze strijd leveren tegen Japanse watervliegtuigen die alle werden neergehaald.
Zij hadden geen verweer en hadden geen notie, waar deze Amerikaanse toestellen eigenlijk vandaan kwamen.
Het kwam voor de Japanse 'B' -vloot als een verrassing uit de hemel. Die kwam er wel degelijk, want bij de eerste aanvalsgolf werd de helft van de vrachtschepen getorpedeerd en gebombardeerd.
Tweemaal keerden de eskaders terug naar hun vliegdekschepen en hun vloot om brandstof en bommen te laden en tweemaal vielen ze de Japanse schepen aan.
Toen de avond viel was de haven van Tulagi één vuurpoel. De Japanse 'B' -vloot bestond eenvoudig niet meer.
Op 5 mei 1942 kwamen de Amerikaanse vloot met hun vliegdekschepen USS Yorktown en USS Lexington aan het afgesproken bevoorradingspunt. Daar werden ze gebunkerd en bevoorraad door Australische vrachtschepen en olietankers.